# Tombe des Bacchants

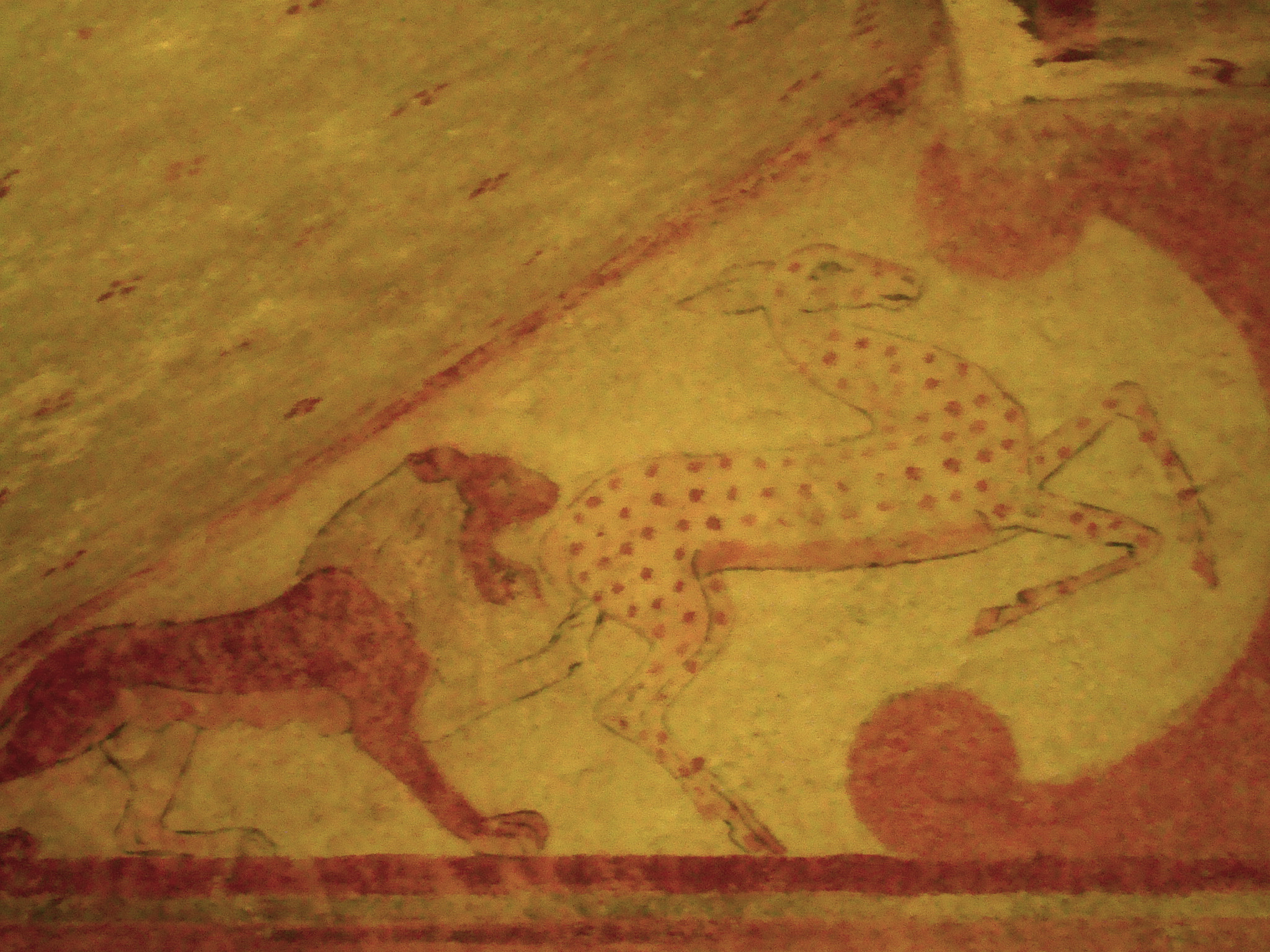
Détail de la Tombe des Bacchants

La tombe des Bacchants (en italien Tomba dei Baccanti) est l'une des tombes étrusques peintes de la nécropole de Monterozzi, proche de la ville de Tarquinia. 

## Description
Découverte en 1874, il s'agit d'une tombe  a camera (à voûte à deux pentes et poutre centrale simulée en terracotta) de  2,43 m × 2,40 × 2,15 (h), datant de 510 av. J.-C. à une petite chambre, peinte à fresque de roses à quatre pétales. Le fronton de la paroi de l'entrée est soutenu par un columen, comporte la représentation de deux félins  chassant des antilopes (style établi de la période orientalisante).
Les autres fresques de danse orgiaque (danseur à demi-nu et danseuse à couronnes de fleurs des ambiances dionysiaques) ont donné le nom à la tombe.